# 3人の逃亡者/銀行ギャングは天使を連れて
『3人の逃亡者/銀行ギャングは天使を連れて』（原題：Les Fugitifs）は、1986年制作のフランスのクライム・コメディ映画。フランシス・ヴェベール監督、ジェラール・ドパルデュー主演。日本では劇場未公開。

## あらすじ
ジャンはかつてプロの銀行強盗であったが服役中に改心し、5年の刑期を終え出所、これからは真面目な人生を歩んでいこうと決意、銀行口座を開きに銀行へ向かう。
するとそこへ、失業を苦にした素人強盗のフランソワが乗り込んできて、ジャンは人質にとられてしまう。警察はもちろんジャンの犯行だと思い込んでいた。
フランソワはジャンは人質に逃走しようとするが、その際誤ってジャンの足を撃ってしまう。それでも何とかフランソワの家に逃げ込んだ2人。するとそこには、フランソワの幼い娘ジャンヌがいた。彼女は母親の失踪以来、言葉を一言も発さなくなっていた。フランソワ父娘の身上に同情したジャンは、彼らを連れて逃亡することに。

## キャスト
- ジャン：ジェラール・ドパルデュー
- フランソワ：ピエール・リシャール
- ジャン・カルメ
- モーリス・バリエ
- ジャン・ベンギーギ
- ロラン・ブランシェ
- クリスチャン・シニジェ
- ミシェル・ブラン（クレジットなし）

## リメイク
1989年にハリウッドで『3人の逃亡者』としてリメイクされた。オリジナル版と同じフランシス・ヴェベールが監督と脚本を担当した。ただし、オリジナル版と結末が異なる。